# Stâlpeni
Stâlpeni – wieś w Rumunii, w okręgu Ardżesz, w gminie Stâlpeni. W 2011 roku liczyła 1377 mieszkańców.